# Mez (zemědělství)

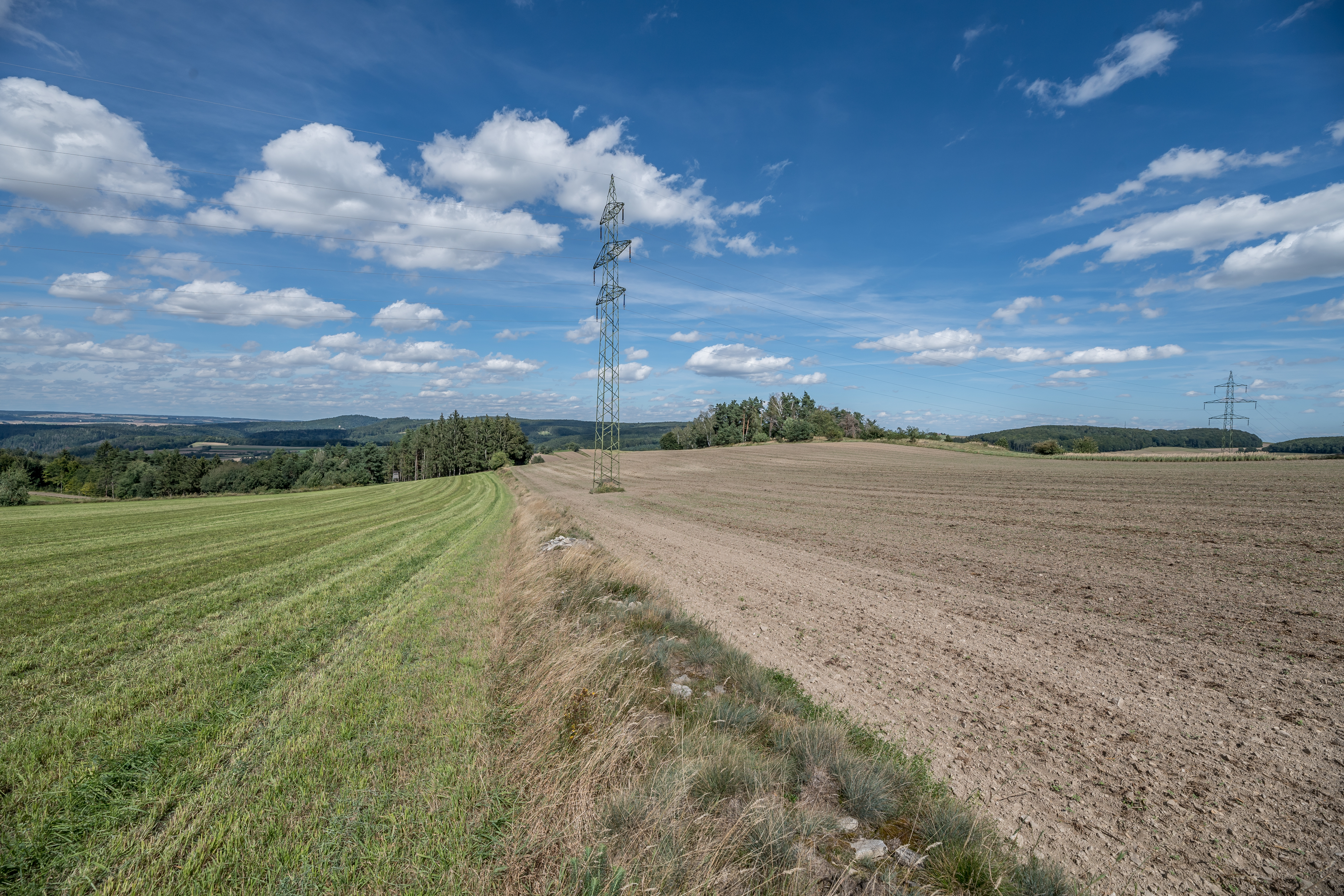
Úzká travnatá mez mezi dvěma zemědělskými pozemky

Mez je neobdělávaný pás terénu oddělující dvě pole. Meze vytvářeli zemědělci přirozeně zejména ve svažitém terénu; díky nim se totiž snižuje náklon obdělávaných ploch, což usnadňuje zemědělské práce. Kromě zemědělské funkce jsou meze i důležitým prvkem ochrany přírody: omezují erozi půdy stékající dešťovou vodou. Kromě toho zvyšují biodiverzitu, neboť mohou být útočištěm různých druhů rostlin a živočichů, pro které by obdělávaná půda nebyla vhodným prostředím. Důležitou roli hrála mez též v starém soukromém právu, kde meze sloužily jako hranice mezi pozemky a byly ustanovovány pomocí úředních osob za přítomnosti sousedů a svědků, i mezní pře a pozemkové převody se konaly jinak než jiné typy soukromoprávní pře, přímo na místě mezí.
V Československu proběhlo v rámci kolektivizace v 50. letech 20. století rozorávání mezí, jehož cílem bylo jednak sloučit menší plochy zkonfiskovaných polí do větších (ty pak obdělávala zejména jednotná zemědělská družstva), jednak ideově zdůraznit myšlenku znárodnění polí a ukončení soukromého vlastnictví. Teprve počátkem 21. století se v rámci programů obnovy krajiny sporadicky meze znovu obnovují.